# (2578) Saint-Exupéry
(2578) Saint-Exupéry ist ein Asteroid des Hauptgürtels, der am 2. November 1975 von der sowjetischen Astronomin Tamara Michailowna Smirnowa am Krim-Observatorium in Nautschnyj (IAU-Code 095) in der Ukraine entdeckt wurde.
Der Asteroid gehört zur Eos-Familie, einer Gruppe von Asteroiden, welche typischerweise große Halbachsen von 2,95 bis 3,1 AE aufweisen, nach innen begrenzt von der Kirkwoodlücke der 7:3-Resonanz mit Jupiter, sowie Bahnneigungen zwischen 8° und 12°. Die Gruppe ist nach dem Asteroiden (221) Eos benannt. Es wird vermutet, dass die Familie vor mehr als einer Milliarde Jahren durch eine Kollision entstanden ist.
Der Asteroid wurde nach dem französischen Schriftsteller und Flieger Antoine de Saint-Exupéry (1900–1944) benannt, der durch seine Erzählung Der kleine Prinz weltweite Bekanntheit erlangte und am 31. Juli 1944 auf seinem letzten Aufklärungsflug abgeschossen wurde.